# Tetrasporaceae
Tetrasporaceae, porodica zelenih algi u redu Chlamydomonadales. Postoji četrdesetak vrsta (49) u 13 rodova. Ime je dobila po rodu Tetraspora.

## Rodovi
1. Apiocystis Nägeli 4
2. Askenasyella Schmidle 6
3. Chlorangiochaete Korshikov 1
4. Chlorokremys Wujek & R.H.Thompson 1
5. Fottiella Ettl 2
6. Gemellicystis Teiling 1
7. Octosporiella Kugrens 1
8. Paulschulzia Skuja 3
9. Phacomyxa Skuja 2
10. Placosphaera P.A.Dangeard 2
11. Polychaetochloris Pascher 1
12. Porochloris Pascher 3
13. Tetraspora Link ex Desvaux 22

## Vanjske poveznice
|  | Zajednički poslužitelj ima još gradiva o temi Tetrasporaceae |
|  | Wikivrste imaju podatke o taksonu Tetrasporaceae             |